# شهرستان الصفرا
ناحیهٔ الصفرا (به عربی: مدیریة الصفراء) یک ناحیه در یمن است که در استان صعده واقع شده‌است.
ناحیهٔ الصفرا ۵۰٬۸۴۵ نفر جمعیت دارد.